# フェール島
フェール島（北フリジア語: Feer）、フェーア島（ドイツ語: Föhr）は、ドイツ北部シュレースヴィヒ＝ホルシュタイン州にある島。北フリジア諸島に属していて、北海にある島としてはジルト島に次いで2番目に大きな島である。面積は82.82平方キロメートル。同島の街ヴィーク (en) は北海沿岸部で最古という海水浴場を擁す観光地である。フリース人の文化や歴史を展示するフリース博物館もある。島内にはタウンと11の基礎自治体が存在する。干潮時は隣のアムルム島と繋がり、徒歩で移動することも可能。
海洋性気候に属し、平均気温は8月で14から19°C、1 - 2月の間は−1から3°C。日照時間は平均約4.6時間で、年間を平均して月に11日ほどは雨が降る。年間の降雨量は800ミリメートル前後。
ドイツ語の他に、特に西部では北フリジア語という言語が話されている。

## 歴史
墳墓から発掘された宝飾品の調査結果より、スカンディナヴィアから7世紀中にフリース人がこの島へ入植したと見られる。Lembecksburg など、環状に縄張りをとられた城壁の遺構はヴァイキング時代のもの。
ヴァルデマー2世治下の戸籍記録によれば、島は2つの領域に分かたれており、Westerharde Föhr と呼ばれたエリアはデンマーク海賊衆の隠れ家となっていた。
1523年、北部の湿原が干拓され 22ヘクタールの農地が開拓された。
17世紀に入ると、ペトリ牧師がズューダエンデ (Süderende) に操船の私塾を開いた。船乗りの育成が盛んとなり、続いて他の者たちも学校を開いた。ちなみにこの牧師、学校の経営は成功したそうであるが、本人は海にでたことはなかったという。とはいえ最終的にこれらの学校の評判は島外へも響いた。17世紀から18世紀にかけ、オランダとイギリスの捕鯨船はこのエリア出身のフリース人船員を必ずといっていいほど雇っていた。フェール島の黄金時代であり、大雑把な見積もりではあるが 1700年ごろには約6,000人の人口を擁し、うち1,600人ほどが捕鯨に携わっていたと考えられている。別の資料によれば1762年には、グリーンランドとスヴァールバル諸島向けのオランダ捕鯨船には1,186人のフェール島からの船員が乗船しており、またこれら捕鯨船を仕切るのは同じくフェール島からの船長で全船のうち 25%を占めたという。
しかしながら、19世紀中ごろになると多くの人々が北アメリカへ移住した。彼らはカリフォルニアで養鶏を営んだり、ニューヨークでデリカテッセンを開業した。移住が増えた要因としては、フェール島の農家が十分な収入を得られなくなったことや、他には失業問題、第二次シュレースヴィヒ＝ホルシュタイン戦争後に導入されたプロイセン王国による兵役から逃れるためであった。
第二次シュレースヴィヒ＝ホルシュタイン戦争においてはデンマーク軍のハマー少佐 (Danish Lieutenant Commander Otto Christian Hammer) がこの島のヴィークを守備して善戦したが、1864年7月17日、ハマー少佐が海上に居た間に250名のオーストリア帝国軍兵士がフェール島へ上陸・占領した。要求していた援軍が来ず、孤軍での戦いの結果であった。同年12月まで占領は続いた。この戦争と普墺戦争の結果、1867年にプロイセンはシュレースヴィヒ＝ホルシュタインを併合、フェール島はシュレースヴィヒ＝ホルシュタイン州 (en) の一部となった。